# Ē

Ē (minuskule ē) (lotyšsky garais ē, latgalsky garsa ē, žemaitsky ėlguojė ē, latinsky e cum macro, je písmeno latinky. Vyskytuje se v lotyštině, latgalštině a v žemaitštině, ve všech třech je osmým v řadě písmenem abecedy (mezi e a f), označujícím dlouhé é. Také v dalších jazycích, jako je například creekština (ze skupiny jazyků Muskogí v makro-algonkinském kmeni), maorština (jak z Cookových ostrovů, tak novozélandská), samojština, tahitština, tongánština, havajština, nahuatl, ewondština, ogbaština a livonština označuje dlouhé é. V některých jazycích, mluvených na Vanuatu (mwotlapština, dorig, vurëština, hiwština), se používá k zápisu [ɪ] (zavřená přední nezaokrouhlená samohláska).
V přepisu tónových jazyků, zejména čínštiny (do pīnyīnu) se používá k označení samohlásky e, obsažené ve finále s vysokým rovným tónem (1).

## Použití v Unikódu
| HTML  | Klávesa Alt | Unicode |
| ----- | ----------- | ------- |
| &#112 |             | $0070   |
|       |             |         |

| HTML  | Klávesa Alt | Unicode |
| ----- | ----------- | ------- |
| &#113 |             | $0071   |
|       |             |         |